# Sławek Zaniesienko
Sławek Zaniesienko, w obcojęzycznych źródłach Suavek (ur. 12 lutego 1964 w Olsztynie) – polski basista, obecnie mieszkający w Stanach
Zjednoczonych.

## Życiorys
Sławek Zaniesienko działalność muzyczną rozpoczął w Polsce pod koniec lat 70. Jego pierwszym zespołem była lokalna rockowa kapela Delirium Tremens. Później był członkiem jazz-rockowego zespołu Superego.
Od roku 1979 uczęszczał do Olsztyńskiej Szkoły Muzycznej, gdzie uczył się muzyki poważnej w klasie kontrabasu. Ukończył ją w 1985 roku, uzyskawszy dyplom średniej szkoły muzycznej (II stopnia). W tym samym czasie grywał z Orkiestrą Filharmonii Olsztyńskiej.
W roku 1988 wyjechał na sześć miesięcy do Stanów Zjednoczonych, by w Nowym Jorku pobierać prywatne lekcje jazzowej gry na basie u Patricka Pfeiffera.
Po powrocie do Polski rozpoczął współpracę z zespołem Babsztyl, która zaowocowała koncertami (w Polsce, Niemczech, Rosji) oraz nagraniami studyjnymi i telewizyjnymi. Drugi okres jego działalności przypada już na Nowy Jork i lata 90. Po ataku terrorystycznym z 11 września 2001 roku przeniósł się do wschodniej Pensylwanii.
W latach 2003–2006 związany był z Sarah Ayers Band, w 2007-2011 grał w zespole Todd Wolfe Band, z którym występował zarówno w Ameryce Północnej, jak i Europie.
Kolejny etap jego muzycznej działalności to James Supra Blues Band oraz Steve Brosky (2012/13).
W 2014 roku rozpoczął  współpracę z gitarzystą i wokalistą Bobby Messano.
Od 2017 na stałe związany jest z Davidem Brombergiem.
Działalność muzyczna Sławka została czterokrotnie doceniona przez głosujących w corocznej gali Lehigh Valley Music Awards, na której otrzymał nagrodę dla najlepszego basisty (w latach 2006, 2008, 2009 oraz 2012).

## Dyskografia
Babsztyl
- Przygody pechowego kowboja Ptysia na Dzikim Zachodzie

Thom Palmer Band
- Slip On Outta' Sight (2005, Lost World Music)[8]

Sarah Ayers Band
- Cold, Hard, Dirty Truth (2004)
- 3 AM Epiphany (2007)[9]

Todd Wolfe Band
- Borrowed Time (sierpień 2008, w USA wytwórnia Blues Leaf Records[10], w Europie wytwórnia Hypertension-Discography[11])[12]
- Stripped Down at The Bang Palace (listopad 2009, Blues Leaf Records)[13]
- Todd Wolfe Band LIVE (2010), CD i DVD

James Supra Blues Band
- Tip My Hat To The Maker (2012)

Steve Brosky
- Grateful (2013)

Lexi Parr
- Watch Me (2015)

Bobby Messano
- Love and Money (2015)[14]